# Lam Sabang
Lam Sabang is een bestuurslaag in het regentschap Aceh Besar van de provincie Atjeh, Indonesië. Lam Sabang telt 642 inwoners (volkstelling 2010).